# Gonzalo Godoy
Gonzalo Damián Godoy Silva, mais conhecido como Gonzalo Godoy (Montevidéu, 17 de janeiro de 1988), é um futebolista uruguaio que atua como zagueiro. Atualmente, defende o Club Social y Deportivo Carlos A. Manucci.

## Títulos
Nacional
- Campeonato Uruguaio de Futebol de 2011–12[1]

Alianza Lima
- Campeonato Peruano de Futebol de 2017[2]